# Міллі Віткоп
Міллі Віткоп(-Рокер), справжнє ім'я та прізвище Емілія Віткопська (англ. Milly Witkop(-Rocker); нар. 3 березня 1877, Златопіль — пом. 23 листопада 1955) — єврейська політична і громадська діячка, анархо-синдикалістка та письменниця-феміністка українського походження. Стояла біля витоків гендерного руху. Перебувала у фактичному шлюбі з видатним ватажком анархо-синдикалістів Рудольфом Рокером. Їхній син Фермін Рокер був знаменитим митцем.

## Життєпис
Уродженка штетла Златополя. Була найстаршою з чотирьох сестер. 1894 року дівчиною емігрувала в Англію, де зблизилася з групою єврейських анархістів. На неї великий вплив справив теоретик анархізму Петро Кропоткін. 1895 р. познайомилася з визначним діячем анархо-синдикалістського руху, публіцистом Рудольфом Рокером (1873—1958), стала його фактичною дружиною. З 1898 р. випускала спільно з чоловіком мовою їдиш легендарну анархістську газету «Арбайтер Фрайнд» (Друг робітника) і часопис «Жерміналь» (з 1900), вела антивоєнну пропаганду під час Першої світової війни. До подружжя часто навідувалися відомі анархісти: Кропоткін, Махно, Малатеста, Дурруті, Салвочеї та ін.
Коли 1898 року пара прибула у США, їх не пустили в країну через категоричну відмову юридично оформити свій шлюб і відвслали тим же пароплавом в Англію. Репліка Міллі на захист позашлюбного кохання стала крилатою, вона буквально облетіла світ: «Кохання завжди вільне. Коли воно втрачає свободу, то стає проституцією».
1918 р. подружжя переїхало у Берлін, де займалося створенням анархо-синдикалістської профспілки. 1920 р. Міллі заснувала в столиці Німеччини Спілку жінок. 1921 р. на національному конгресі у Дюссельдорфі жіночі організації утворили Спілку жінок-синдикалісток Німеччини, а Віткоп написала її статут. У ті часи вона багато уваги приділяла гендерному питанню, вважаючи, що жінка зазнає подвійного визиску, як від капіталістичної системи, так і від чоловіків. Тому, на думку Міллі, жінки мають активно вступати у боротьбу за свої суспільні і статеві права, а виконувана ними хатня робота (насамперед народження, догляд і виховання дітей) повинна прирівнюватися до найманої праці і так само цінуватися та оплачуватися. У цій борні з чоловіками за рівноправні взаємини в сім'ї жінки-домогосподарки, вважала вона, можуть вдаватися навіть до бойкоту. 1933 р. після підпалу рейхстагу подружжя емігрувало в Америку. У США Віткоп із Рокером поселилася в комуні своїх однодумців біля озера Мохеган; вони активно включилися в лекційну діяльність, пропагуючи ідеї анархо-синдикалізму та багато пишучи на ці теми. Під час Другої світової війни Віткоп зайняла чітку антифашистську позицію, відмовившись від притаманного їй пацифізму. Вона симпатизувала сіоністському руху, одначе скептично ставилася до того, що заснування національної держави може розв'язати «єврейське питання». Міллі підтримала ідею подвійного громадянства, розроблену Мартіном Бубером. Її син Фермін Рокер (1907—2004) уславився як художник-реаліст. Його полотна зберігаються у Бібліотеці Конгресу США, у багатьох музеях та приватних збірках (зокрема у лідера «Роллінг Стоунз» Міка Джагера). 1948 р. Фермін Рокер намалював портрет матері.
Померла Віткоп 23 листопада 1955 р., страждаючи перед смертю місяцями від утрудненого дихання.